# Диетилов етер
Диетиловият етер е химично съединение от групата на етерите.
Той е изключително запалим. Може да образува експлозивни пероксиди. Вреден при поглъщане. Повтарящата се експозиция може да предизвика сухота или напукване на кожата. Парите могат да предизвикат сънливост и световъртеж.